# الكسندر ك. ميتشيل
الكسندر ك. ميتشيل (بالإنجليزية: Alexander C. Mitchell)‏ هو محامي وسياسي أمريكي، ولد في 11 أكتوبر 1860 بسينسيناتي في الولايات المتحدة، وتوفي في 7 يوليو 1911 في نفس البلد. حزبياً، نشط في الحزب الجمهوري. وقد انتخب عضو مجلس نواب كنساس وانتخب عضو مجلس النواب الأمريكي.